# Пачемыш

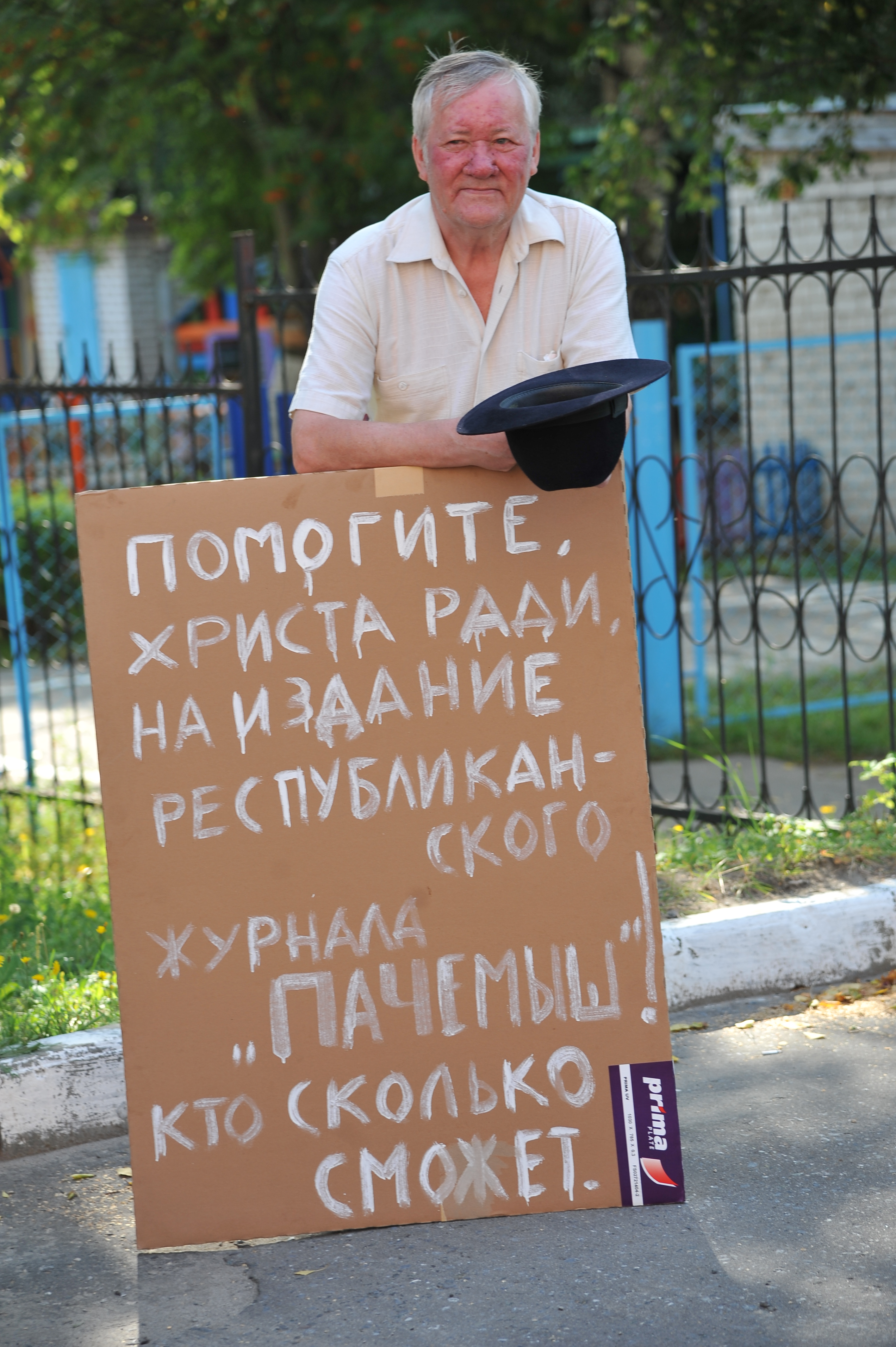
Виталий Никифорович Шкалин, август 2017 года

Пачемыш («Оса») — литературно-художественный иллюстрированный журнал сатиры и юмора Республики Марий Эл. Издаётся с января 1957 года. Дублируется на русском языке под названием «Оса» (с 1958 года). Появился как ежемесячное бесплатное приложение к газете «Марий коммуна», и до 1958 года отдельной подписки не имел. После выхода русской версии журнал приобрёл статус совместного издания двух газет республики — «Марий коммуна» и «Марийская правда»; с апреля 1959 года стал выходить в издательстве республиканских газет и журналов — на 12 страницах и с многоцветными иллюстрациями. В 1957 году тираж составлял 8000 экз, а к 1963 году — около 4000 на марийском языке и более 14000 на русском.
В настоящее время журнал является государственным периодическим печатным изданием, редакция газеты находится в ведении Министерства культуры, печати и по делам национальностей Республики Марий Эл. По состоянию на 2018 год выпуск данного издания приостановлен по финансовым причинам.

## Общие сведения
В советское время журнал активно боролся с бесхозяйственностью, критиковал недостатки в сельском хозяйстве, боролся за укрепление трудовой дисциплины, за лучшую организацию труда в колхозах, повышение культуры животноводства и земледелия. Велась борьба с влиянием буржуазной идеологии, пережитками прошлого в сознании членов социалистического общества. Критиковались люди с отсутствующим чувством коллективизма, недобросовестным отношением к труду и госсобственности. В материалах журнала осмеивались тунеядцы и лодыри, а также всяческие носители мелкособственнической психологии.
Отдельное место уделялось борьбе как с суевериями, так и с религиозными предрассудками, с различными пороками, такими как бахвальство, сплетничество, нетоварищеское отношение к женщинам, пьянство и т. п. Однако за критикой недостатков не забывали и постоянно отражать положительные стороны марийского общества — трудовые успехи и культурные достижения.
Доставалось и внешним врагам — империалистам и поджигателям новой мировой войны с их капиталистической, буржуазной идеологией. К активному сотрудничеству в журнале привлекали лучших марийских литераторов и художников, наряду с рабселькорами. Связь редакции с читателями и действенность выступлений журнала демонстрировали такие отделы, как «Почта Пачемыша», «Мне пишут», «Мимоходом», «По материалам Пачемыша», «Пачемыш помог» и другие. Сатирики, сотрудничающие в журнале, постоянно использовали традиции устного творчества марийцев, что в немалой степени способствовало популярности журнала, на страницах которого действовали любимые герои песен, сказок и народных преданий, защищающие интересы народа и борющиеся за его светлое будущее.
Советская традиция в некоторых моментах продолжилась и в настоящее время: на страницах журнала публикуются фельетоны, юморески, сатирические заметки, юмористические рисунки и карикатуры, стихи, письма читателей. Под рубрикой «Финно-угро-юмор» появляются переводы юмористических и сатирических материалов из периодических изданий финно-угорских регионов России.

## Руководство
В 1957 году ответственным редактором был М. П. Иванов, в январе 1958 года создали редколлегию во главе с ответственным редактором А. И. Архиповым; в сентябре 1958 года это место занял Ф. С. Молчанов.
В постсоветское время главный редактор журнала «Пачемыш» Виталий Никифорович Шкалин является одним из основателей и организаторов ежегодного фестиваля сатиры и юмора «Бендериада», проводимого с 1994 года в городе Козьмодемьянске. Победитель I Всероссийского конкурса финно-угорских печатных СМИ в номинации «Финно-угро-юмор», 2003.

## Сотрудники
- Литературный отдел (1963)[1]: В. Алексеев, В. Анциферов, Н. Анциферов, И. Баженов, С. Баженов, С. Беленков, П. Белов, М. Большаков, С. Брылянов (С. Брыль), С. Вишневский, А. Воздвиженский, В. Дмитриев, Н. Желтанов, А. Иванов, В. Истомин, М. Казаков, М. Майн, К. Медяков, Г. Михайлов, А. Незванов, О. Николаев, С. Николаев, И. Осмин, М. Рыбаков, М. Тихонов, И. Чайников, А. Элнет, П. Эсеней, М. Якимов, Я. Янсет и др.
- Художественный отдел (1963)[1]: Л. Аказеев, А. Андреев, И. Бакланов, А. Бакулевский, А. Бровцын, Ю. Васильев, А. Гуленко, М. Иванов, Г. Калинкин, В. Козьмин, 3. Лаврентьев, Г. Логинов, И. Михайлов, А. Николаев, Г. Огородников[3], А. Пушков, В. Селезнев, А. Языков, В. Яковлев и др.